# 2419 Moldavia
2419 Moldavia este un asteroid din centura principală, descoperit pe 19 septembrie 1974 de Liudmila Cernîh.